# C/2022 E3 (ZTF)
C/2022 E3 (ZTF) é um cometa de longo período que foi descoberto pelo Zwicky Transient Facility em 2 de março de 2022. O cometa atingiu seu periélio em 12 de janeiro de 2023, a uma distância de 1,11 UA (166 milhões de km) e o momento de sua maior aproximação com a Terra (perigeu) foi em 1º de fevereiro de 2023, a uma distância de 0,28 UA (42 milhões de km). Espera-se que o cometa fique mais brilhante do que magnitude aparente 6 e assim se torne visível a olho nu.

## Observação
C/2022 E3 (ZTF) foi descoberto pelos astrônomos Bryce Bolin e Frank Masci usando a pesquisa Zwicky Transient Facility (ZTF) em 2 de março de 2022. Após a descoberta, o cometa tinha uma magnitude aparente de 17,3 e estava a cerca de 4,3 UA (640 milhões de km) do Sol. O objeto foi inicialmente identificado como um asteroide, mas observações subsequentes revelaram que ele tinha um coma muito condensado, indicando que era um cometa.
No início de novembro de 2022, o cometa havia aumentado para magnitude 10 e parecia se mover lentamente em Corona Borealis e Serpens enquanto se movia paralelamente à Terra. O cometa exibia uma coma verde e uma cauda de poeira amarelada e uma fraca cauda de íons. O cometa foi visível no início da noite e começou a ser visível no céu da manhã no final de novembro. Em 19 de dezembro, o cometa desenvolveu uma cabeleira esverdeada, uma cauda de poeira curta e larga e uma longa e fraca cauda de íons estendendo-se por um amplo campo de visão de 2,5 graus. Depois disso, o cometa começa a se mover para o norte, passando por Bootes, Draco e Ursa Menor, atingindo cerca de 10 graus de Polaris.
O cometa atingiu seu periélio em 12 de janeiro de 2023, a uma distância de 1,11 UA (166 milhões de km) e a aproximação mais próxima da Terra foi em 1º de fevereiro de 2023, a uma distância de 0,28 UA (42 milhões de km). Espera-se que o cometa fique mais brilhante do que magnitude 6 e assim se torne visível a olho nu de um local de céu escuro, aparecendo como uma mancha no céu. Durante sua aproximação mais próxima da Terra, ele aparecerá próximo ao polo norte celeste e estará localizado na constelação de Camelopardalis. De 10 a 11 de fevereiro, o cometa passará a 1,5 graus de Marte e de 13 a 15 de fevereiro passará em frente ao aglomerado de estrelas Híades.